# Froombosch
Froombosch (Gronings: Froombos), vroeger ook Vroombosch, is een dorp in de Nederlandse gemeente Midden-Groningen in de provincie Groningen. Het is rond 1900 ontstaan uit het meest westelijke deel van het dorp Slochteren en het meest oostelijke deel van Kolham (Gaarveen) met de buurtschappen Langewijk en Ruiten.

## Geschiedenis
Het dorp Froombosch vormde vanouds het meest westelijke deel van het kerspel Slochteren, dat is samengesmolten met het meest oostelijke deel van Kolham, dat Gaarveen werd genoemd. Het wordt vermeld in 1503 als Sloechterhollt; de buurtschap stond bekend als Slochter Holster buurklauwe, ook wel Westersche klauwe of up Slochter Clauw. Ook komt in enkele 15e-eeuwse zijlregisters de naam Fralima of Fralema waldum voor. Of met dit laatste de omgeving van Froombosch wordt bedoeld (zoals de taalkundige Jan Naarding heeft betoogd), is echter twijfelachtig; de context van het document wijst eerder op de omgeving van het Schildmeer.
De huidige naam van het dorp is afgeleid van Fromabus, afgedrukt op de provinciekaart van Nicolaas Visscher van omstreeks 1680. In de zeventiende eeuw woonde de adellijke familie Froma, afkomstig van de Fromaborg te Wirdum, op de Ruitenborg. Naast de borg bevond zich een bos met deze naam. De borg is in het begin van de 19e eeuw gesloopt. Restanten zijn terug te vinden in de boerderij 'Ruitenborg' die op het terrein van de voormalige borg staat.
De naam Froombosch is eind negentiende eeuw overgegaan op een gelijknamige herberg en ten slotte kort na 1900 op de hele buurtschap. Omstreeks 1893 kreeg het dorp tevens een eigen basisschool, die precies op de grens van Slochteren en Kolham kwam te liggen, aan het begin van de Langewijk.
In de 19e eeuw werd  het dorp spottend ook wel Bagelhutten of Baggelhutten genoemd. Dat is een verwijzing naar de hutten waarin de uit Lippe afkomstige veenarbeiders, die in de veenderijen bij de Baggerputten werkten, waren gehuisvest.
Door het dorp loopt de gekanaliseerde Ruiten Ae. Dit riviertje werd gebruikt voor transport van landbouwgoederen en turf. Ter plaatse van de Langewijk werden deze goederen verscheept. De Langewijk is later deels gedempt.
Tussen 1929 en 1941 had het dorp een eigen stopplaats Froombosch aan de Woldjerspoorweg. Het stationsgebouwtje, kleiner dan het 'standaardtype Woldjerspoor', is gesloopt toen in 1970 over het tracé van de spoorweg de autoweg N387 werd aangelegd.

## Huidige situatie
Froombosch heeft ongeveer 830 inwoners en ongeveer 350 woningen. Het kenmerkt zich door een lintstructuur, waarbij in het dorp een kleine kern aanwezig is. Dwars op het hoofdlint, dat een verbinding vormt vanaf het dorp Kolham tot het dorp Slochteren, zijn enkele dwarslinten (lanen) aanwezig met een lage bebouwingsdichtheid. Ten noorden van de N387 kenmerkt het landschap zich door acht boerderijen in een open landschap. Dit gebied, dat bekend staat als Ruiten, is een overgangsgebied naar de ecologische hoofdstructuur. Een een deel van de Groenedijk met de Boerweg en de Kooiweg wordt tegenwoordig eveneens bij Froombosch gerekend.
Het dorp beschikt over een dorpshuis, een voetbalvereniging en een schaatsbaan. Het verenigingsleven is sinds 2021 voor een groot gedeelte gehuisvest in het dorpshuis "De Ruyten". Tussen 1971 en 2020 stond er aan de Ruitenweg een lagere school annex dorpshuis met de naam "Ruitenvelder". Verder bestaat er al sinds de 19e eeuw een gemeente van de Nieuw-Apostolische Kerk, welke sinds 1924 een kerkgebouw bezit aan de Hoofdweg 132. Van oudsher is een groot aantal Froomboschter families dooplidmaat van deze gemeente.
Dorpen: Borgercompagnie · Foxhol · Froombosch · Harkstede · Hellum · Hoogezand · Kiel-Windeweer · Kolham · Kropswolde · Luddeweer · Meeden · Muntendam · Noordbroek · Overschild · Sappemeer · Scharmer · Schildwolde · Siddeburen · Slochteren · Steendam · Tripscompagnie · Tjuchem · Waterhuizen · Westerbroek · Woudbloem · Zuidbroek

Buurtschappen: Achterdiep · Akkereinden · Ayngehorn · Beneden Veensloot · Blokum · Bokhörn · Borgweg · Boven Veensloot (deels) · Bovenhuizen · Bovenstreek · Buitenhuizen · Denemarken · Drukkebuurt · Duurkenakker · Eelshuis · Foxham · Foxholsterbosch · Gaarland · Gaarveen · De Hammen · Den Ham · Hamweg · Heerenlaan · Heidenschap · De Hole · Huisweeren · Jagerswijk · Kalkwijk · Kiel · Klein Harkstede (deels) · Kleinemeer · 't Klooster · Korengarst · Kostverloren · Lageland · Langewijk · Leentjer · Lula · Medumertol · Nieuwe Compagnie · Noordbroeksterhamrik · Noordbroeksterveen · Oosterweeren · Oostwold · Oude Verlaat · De Paauwen · Roeksweer · Ruiten · Schaaphok · Schildland ·  Siddebuursterveen · Spitsbergen · Stootshorn · Tusschenloegen · Tussenklappen · Uiterburen · Uitham · Veendijk · Het Veen · 't Veen · Veenhuizen · Vossenburg · Weereweg · Westeind · Wilderhof · Windeweer · Winkelhoek · Wolfsbarge · De Zanden · Zandwerf · Zuiderveen 

Wijk: Gorecht · Gouden Driehoek · Martenshoek · Meerwijck · Ruitershorn · Rengerspark · Sappemeer-Noord · De Vosholen · Woldwijck · Zuiderpark

Groningen: Steden en dorpen      Nederland: Provincies · Gemeenten